# Filippo Strozzi il Vecchio

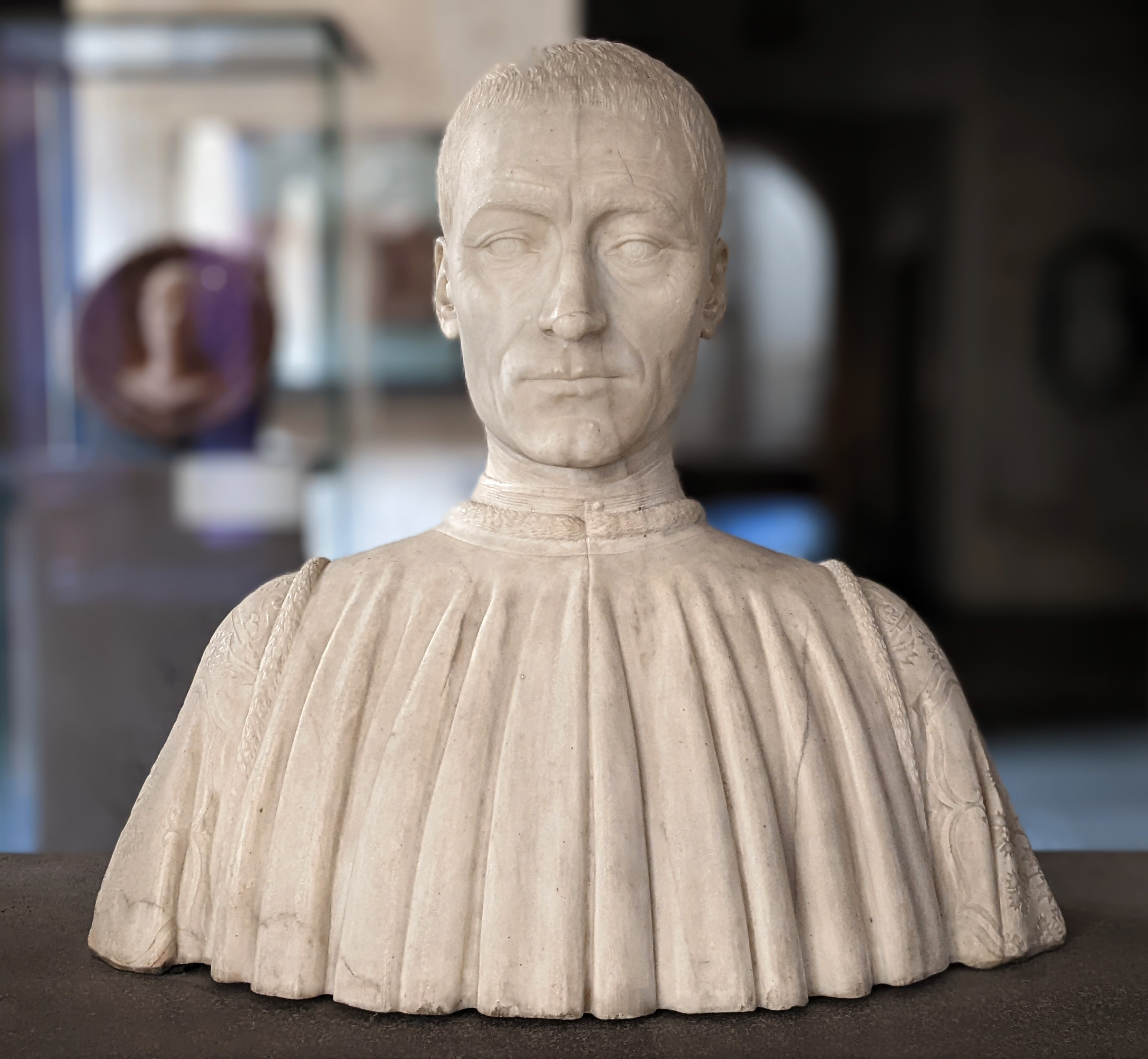
Benedetto da Maiano, Busto di Filippo Strozzi il Vecchio, museo del Louvre, Parigi (dal sepolcro di Filippo in Santa Maria Novella)

Stemma Strozzi

Filippo Strozzi, detto il Vecchio per distinguerlo dal figlio Filippo Strozzi (Firenze, 4 luglio 1428 – Firenze, 14 maggio 1491), è stato un banchiere italiano di Firenze, appartenente alla famiglia degli Strozzi.

## Biografia

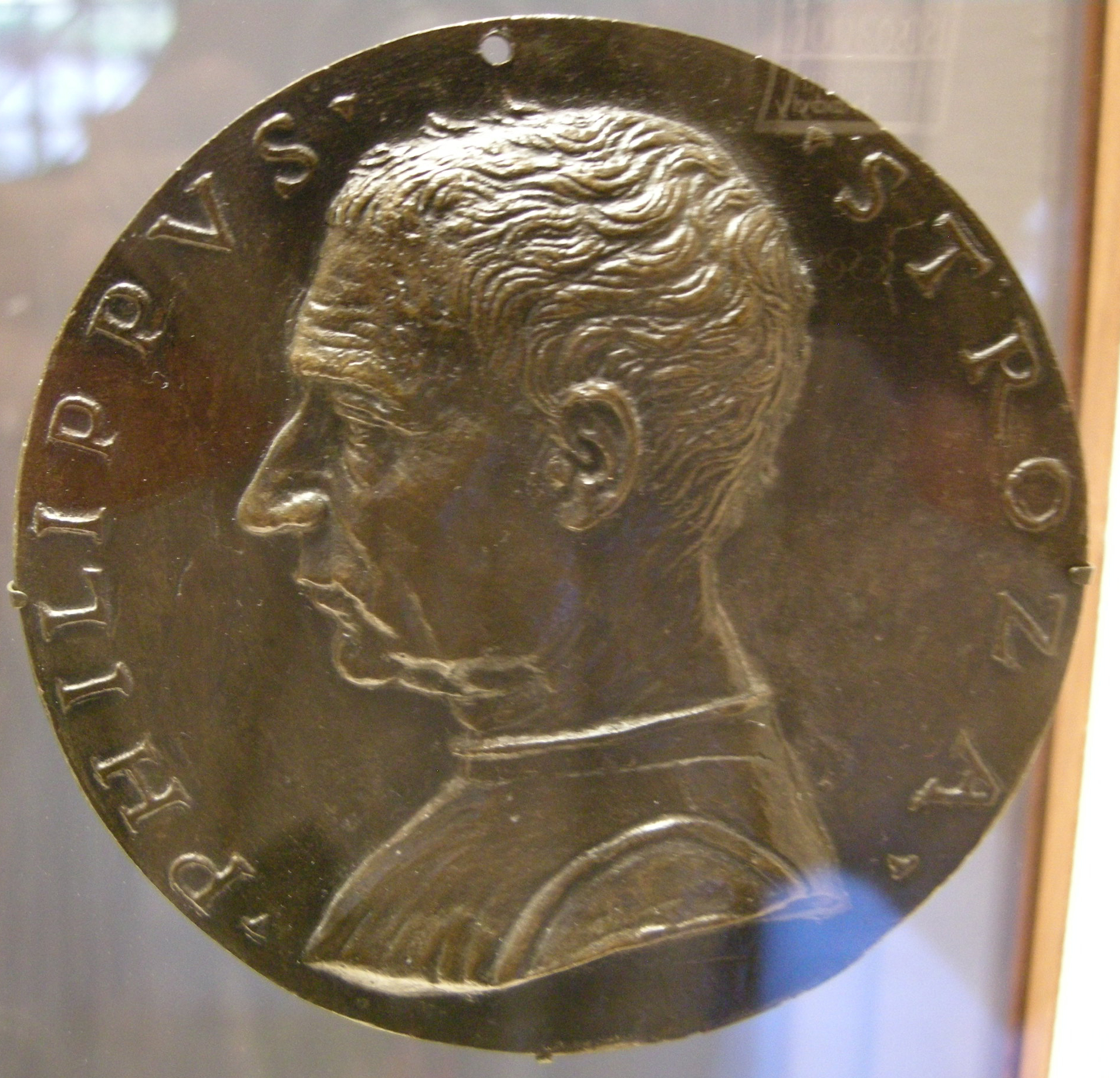
Medaglia di Filippo Strozzi, 1489

Figlio di Matteo di Simone Strozzi e di Alessandra Macinghi, rimase orfano a sette anni del padre bandito in esilio per l'alleanza con Palla Strozzi e la fazione degli Albizi contro Cosimo il Vecchio. Passò gli anni dell'adolescenza a Firenze, ma il dissesto finanziario causato dalle ritorsioni dei Medici, avevano fatto sprofondare la sua casata, un tempo la più ricca e in vista di Firenze, in una situazione tanto amara da non potere nemmeno permettergli un'adeguata educazione. Per questo a soli tredici anni lasciò la città, in cerca di denaro e di una posizione che gli avrebbe permesso di rilegittimare il proprio nome familiare.
Approdò inizialmente a Palermo, dove venne educato da Matteo di Giorgio Brandolini, un vecchio amico del padre, poi in Spagna presso alcuni zii, dove nel 1446 contrasse matrimonio con Fiammetta Adimari. Nel frattempo il cugino Niccolò, raffinato collezionista e mecenate, completò la sua educazione professionale e culturale, tanto che nel 1455 era già esperto dell'arte del Cambio da poter essere nominato corrispondente del Banco Mediceo a Napoli. Nel 1458 un ulteriore bando, che vietava il rientro in città per venticinque anni dei personaggi banditi nel 1434, gli impedì un ritorno a Firenze. Grazie alla sua abilità come banchiere, nel corso degli anni sessanta del Quattrocento, Filippo ottenne il privilegio da Ferdinando I di Napoli di svolgere affari privati nel suo regno, diventando così influente negli affari della corte napoletana da far chiedere agli stessi fiorentini, con missive a Piero de' Medici dopo la scomparsa di Cosimo, il suo rientro in città. Con l'armistizio del settembre 1466 Filippo poté finalmente tornare legalmente a Firenze, con pieni diritti, che includevano anche la possibilità di ricoprire cariche pubbliche.
Come altri grandi fiorentini, il suo rientro fu preceduto da mosse prudenti e inizialmente nell'ombra, con investimenti mirati a piccole istituzioni religiose, investendo denaro solo nel contado fiorentino invece che in città e iniziando un restauro della casa ereditata dal padre, il palazzo minore tuttora esistente accanto all'attuale palazzo Strozzi.
Scelse prudentemente di non prendere parte attiva alla vita politica, mentre tra il 1471 e il 1483 la sua fortuna cresceva a dismisura, arrivando ad essere secondo in ricchezza solo ai Medici. A metà degli anni ottanta iniziò a pianificare lo straordinario palazzo Strozzi e una sontuosa cappella funeraria in Santa Maria Novella. In queste opere egli profuse grandissimi mezzi, affinché testimoniassero inequivocabilmente il suo rinnovato status sociale, lasciando un'impronta indelebile nella Firenze dell'epoca.

## Mecenatismo

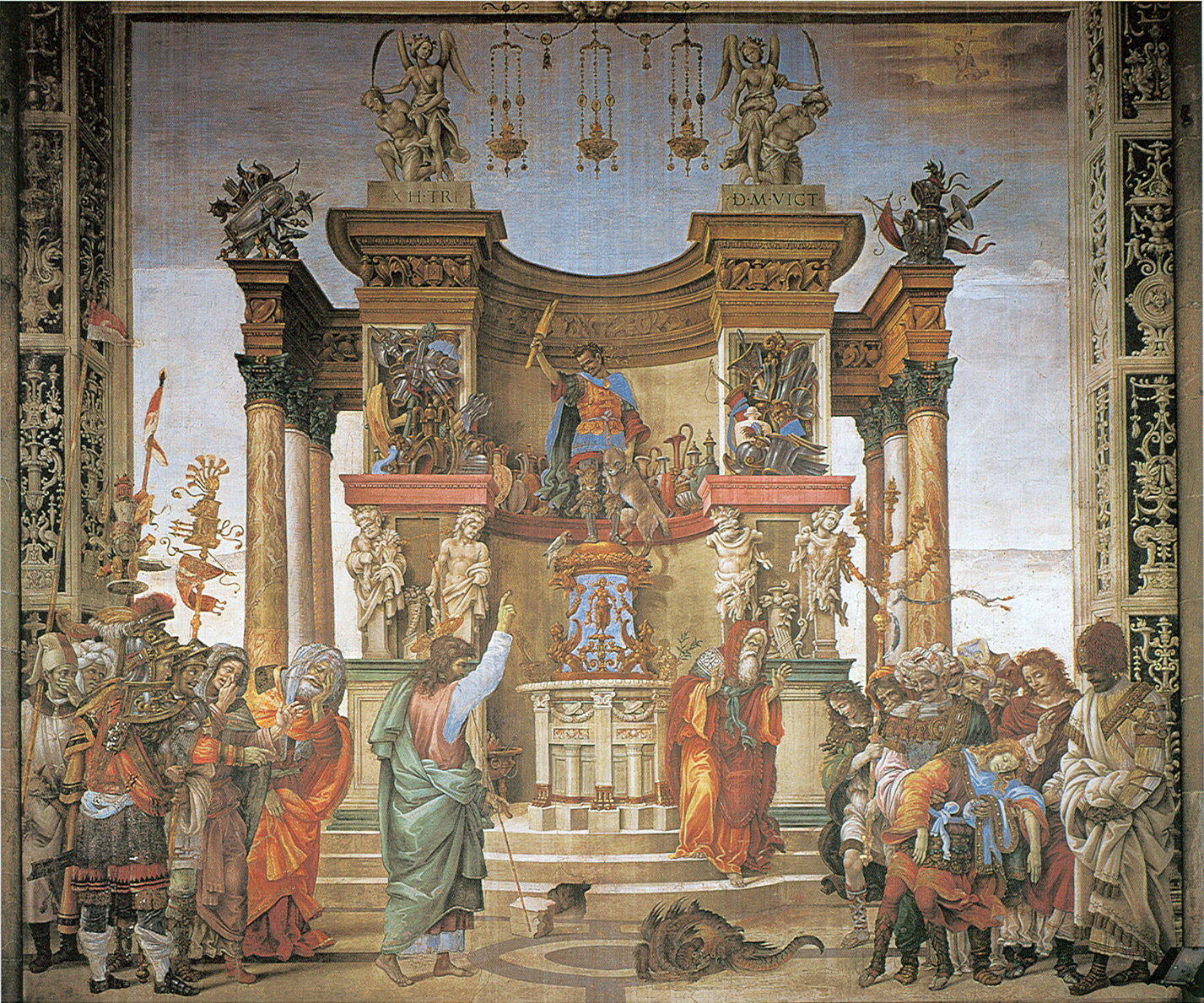
affreschi di Filippino Lippi nella cappella di Filippo Strozzi

Tornato a Firenze, affidò a Benedetto da Maiano la costruzione di un palazzo di famiglia, Palazzo Strozzi, che fosse il più grande e bel palazzo della città. Per costruirlo comprò e fece abbattere un intero isolato, ma non poté assistere all'opera finita perché morì molto prima del completamento, avvenuto solo nel 1534. Il palazzo, che doveva rappresentare il riscatto della sua famiglia contro i Medici, è il migliore esempio di edilizia residenziale del Rinascimento fiorentino.
La Cappella di Filippo Strozzi in Santa Maria Novella fu da lui commissionata allo stesso Benedetto da Maiano e a Filippino Lippi, che vi realizzò un ciclo di affreschi basato su due grandi scene che occupano completamente le due pareti laterali, uno dei più begli esempi della cultura classicheggiante e umanistica che negli anni ottanta del Quattrocento ebbe il suo culmine, prima della morte di Lorenzo il Magnifico (1492). La cappella, terminata solo nel 1502, contiene anche la sua sepoltura.
Per lui Benedetto da Maiano scolpì anche un busto in marmo, oggi al Louvre, ed uno in terracotta.

## Discendenza
Sposò in prime nozze il 18 gennaio 1467 Fiammetta di Donato Adimari (1451-di parto, 23 agosto 1476) dalla quale ebbe sette figli:
1. Alfonso (11 dicembre 1467-25 giugno 1534), sposò nel 1493 Francesca di Bernardo Nasi (1475-1509) e nel 1510 Costanza di Giovanni Strozzi (1492-1563); al ritorno dei Medici nel 1530 venne mandato al confino[5]. Lasciò due figlie, Fiammetta (moglie di Paolantonio di Tommaso Soderini) e Francesca (moglie di Marco di Carlo Strozzi).
2. Lucrezia (20 aprile 1469-5 settembre 1481)
3. Marietta Antonia (1º febbraio 1471-1491), sposò nel 1487 Simone di Pagnozzo Ridolfi
4. Alessandro Matteo (26 febbraio 1472-11 settembre 1473)
5. Lionora Romola (8 gennaio 1473-24 febbraio 1474)
6. Lionora Maria (7 marzo 1474-13 agosto 1483)
7. Alessandra, poi detta Fiammetta (6 agosto 1476-31 luglio 1497), sposò nel 1493 Tommaso di Paolo Antonio Soderini

Si risposò il 23 settembre 1477 con Selvaggia di Bartolomeo Gianfigliazzi (1460-1524) dalla quale ebbe sei figli:
1. Alessandra Margherita (9 luglio 1479-26 gennaio 1550), sposò nel 1498 Niccolò di Piero Capponi
2. Lorenzo (1482-1549), da lui discese il ramo dei Principi di Forano
3. Giambattista (26 luglio 1484-20 ottobre 1484)
4. Caterina (19 novembre 1485-24 novembre 1559), sposò nel 1503 Gino di Neri Capponi
5. Lucrezia (27 gennaio 1487-27 agosto 1493)
6. Giambattista detto Filippo (1489-1538), importante uomo politico del Cinquecento, marito di Clarice de' Medici

La decisione di ribattezzare il secondo figlio con il nome del padre fu presa da Selvaggia dopo la morte prematura del padre. Filippo Strozzi il Giovane in effetti fu tra i suoi figli quello che maggiormente si distinse.